# Larry Knechtel
William Lawrence Larry Knechtel (Bell, 4 de agosto de 1940 - Yakima, 20 de agosto de 2009) fue un teclista y bajista estadounidense, conocido por su trabajo como músico de sesión con artistas como
Simon & Garfunkel,
Duane Eddy,
The Beach Boys,
The Mamas & the Papas,
The Monkees,
The Partridge Family,
The Doors,
Elvis Presley, y
como miembro de la banda Bread (de los años setenta).

## Biografía
Larry Knechtel comenzó su educación musical desde muy niño, con lecciones de piano. En 1957, se unió a la banda de rock and roll Kip Tyler and the Flips, de Los Ángeles. En agosto de 1959 se unió al instrumentista Duane Eddy como miembro de su banda The Rebels. Después de cuatro años recorriendo el país con la banda, empezó a dedicarse a trabajar como músico en los estudios de grabación. Larry Knechtel se convirtió en parte importante de la escena de músicos de sesión de Hollywood, trabajando con el productor Phil Spector como pianista para ayudarlo a crear el famoso efecto «muro de sonido». Larry Knechtel se convirtió en un destacado miembro de The Wrecking Crew (‘brigada de demolición’), un conjunto disperso de músicos de estudio que interpretaron las canciones más importantes de esa época.
En 1970 ganó un premio Grammy por su arreglo para piano en la canción «Bridge over troubled water», compuesta por el dúo Simon y Garfunkel.
También tocó el piano en el éxito de 1972 «Rockin’ pneumonia and the boogie woogie flu», de Johnny Rivers.
Larry Knechtel era hábil en varios instrumentos, en particular, la armónica y el bajo eléctrico, que se pueden escuchar en Mr. Tambourine Man (de la banda The Byrds), Stoney end (de Barbra Streisand), y en los discos de The Doors (que no tenían su propio bajista).
En 1971 se unió a la banda Bread, donde sus contribuciones incluyen el solo de guitarra en el sencillo hit «The Guitar Man», y el solo de sintetizador moog en «Suite: clouds, rain».
Durante los años ochenta, Larry Knechtel se mudó a Nashville, donde firmó un contrato discográfico como solista. En 1990 lanzó dos álbumes solistas en rápida sucesión: Mountain moods y Urban gypsy. [2]
En los años posteriores, Larry Knechtel vivió en semirretiro en Yakima (estado de Washington), hasta su muerte. Sin embargo, trabajó con el productor Rick Rubin, contribuyendo desde los teclados en varios álbumes de Neil Diamond y las Dixie Chicks, estuvo de gira con Elvis Costello en la gira de Taking the long way, el álbum de Costello ganador del Grammy.
En 2007 fue incluido en el The Musician's Hall of Fame (Salón de la Fama de los Músicos) con sus compañeros músicos de estudio de The Wrecking Crew.
Durante esa época, Larry Knechtel siguió contribuyendo como músico invitado en numerosas grabaciones para decenas de artistas del noroeste de Estados Unidos, incluyendo
Wayman Chapman,
Ken Stringfellow (de Posies, REM y Big Star),
Quakers On Probation,
Dimestore Mystery,
Elba,
Animals at Night,
Zera Marvel,
Colin Spring
y su propio hijo, Lonnie Knechtel.

## Fallecimiento
Larry Knechtel murió el 20 de agosto de 2009, en el Yakima Valley Memorial Hospital (en la ciudad de Yakima), a la edad de 69 años, aparentemente de un ataque al corazón.
Le sobrevivieron su madre (Edna Knechtel), su hijo (Lonnie), su hija (Shelli Kokenge), dos hermanos (Don y Bob) y sus dos nietos.